# 李酉开
李酉开（1915年—），男，江苏宜兴人，中国农业分析化学家、教育家，曾任北京农业大学教授、博士生导师。